# Stony Point (Nueva York)

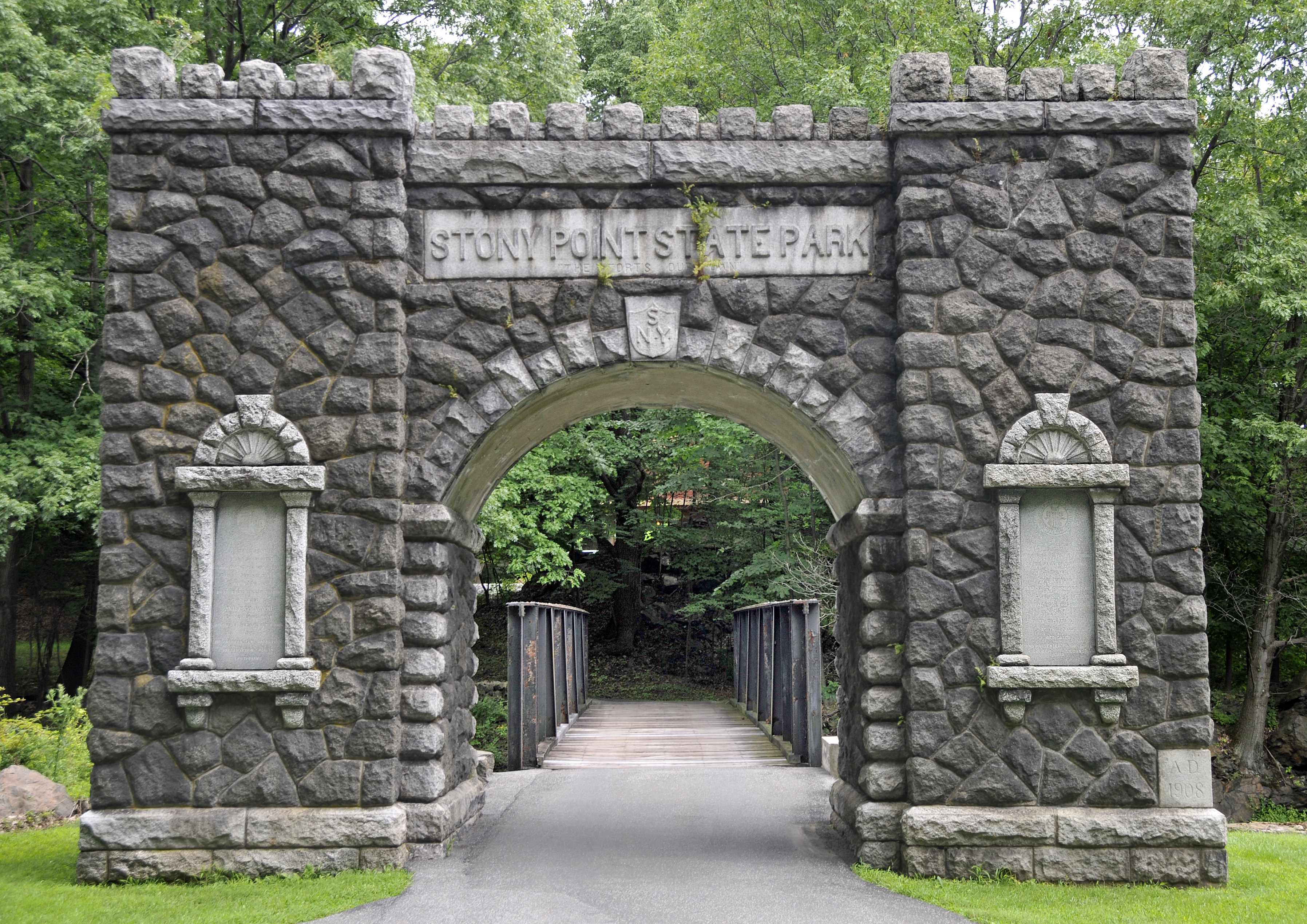
Parque Estatal Stony Point

Stony Point es un pueblo ubicado en el condado de Rockland en el estado estadounidense de Nueva York. En el año 2000 tenía una población de 14 244 habitantes y una densidad poblacional de 197,6 personas por kilómetro cuadrado.

## Geografía
Stony Point se encuentra ubicado en las coordenadas 41°14′14″N 74°0′4″O / 41.23722, -74.00111. Según la Oficina del Censo, la ciudad tiene un área total de 81,7 km² (31,5 mi²), de la cual 72,1 km² (27,8 mi²) es tierra y 9,6 km² (3,7 mi²) (11,76 %) es agua.

## Demografía
Según la Oficina del Censo en 2000 los ingresos medios por hogar en la localidad eran de $71 940, y los ingresos medios por familia eran $83 238. Los hombres tenían unos ingresos medios de $55 727 frente a los $36 424 para las mujeres. La renta per cápita para la localidad era de $28 244. Alrededor del 3,7 % de la población estaban por debajo del umbral de pobreza.